# Дејан Богојевић
Дејан Богојевић (Ваљево, 4. јул 1971) српски је књижевник, антологичар, књижевни критичар, есејиста и ликовни уметник.
Пише поезију, прозу, хаику, есеј, драму, књижевну и ликовну критику. Заступљен у преко двеста зборника, заједничких књига и антологија у земљи и у иностранству. Превођен је на петнаестак језика. Објавио је четрдесет ауторских књига. Уредник је и приређивач многих периодичних и антологијских издања
Бави се и ликовним стваралаштвом: сликарством, илустрацијом, цртежом, стрипом, визуелном поезијом, мејл–артом и дизајном.
Председник је Хаику друштва Србије и Хаику удружења Србије и Македоније. Живи и ствара у Ваљеву. Идејни творац и организатор међународног уметничког пројекта „Интеркултурални дијалог кроз српски и међународни уметнички израз“ (одржан у Ваљеву 2009, 2010, 2011, 2012, 2013, 2014). Од 1997. године члан је Удружења књижевника Србије. Председник Хаику друштва Србије и „АРТ групе АКТ“. Члан Удружења стрипских уметника Србије и Удружења драмских писаца Србије по позиву. Члан Удруге „ДАДАнти“ из Сплита (Хрватска).
Активан у бројним међународним образовним пројектима. Живи и ствара у Ваљеву.

## Ликовна уметност
Излагао је на 60 самосталних (слике, цртежи, визуелна поезија, мејл арт, стрип, фотографија) и преко 300 групних изложби у земљи и иностранству. Аутор неколико групних изложби, перформанса,
учесник ликовних колонија, оснивач и организатор првог међународног Тријенала визуелне и експерименталне поезије у Србији — Ваљево, 2011, 2014. и 2017 Заступљен у светским стрип антологијама 2000. и 2002. и светској мејл арт антологији 2003. Бави се дизајном, илустрацијом, опремом књига и часописа више од шеснаест година и дизајнирао је преко 200 публикација. Добитник је интернационалне ликовне награде „АРТ ФЕНИКС“ за сликарство 2015. године у Скопљу (Македонија).

### Самосталне ликовне изложбе
1. Тајна броја десет, Галерија „34“, слике и цртежи, 13–27. 11. 1998, Ваљево;
2. Process, Галерија Културног центра, слике, 28. 5. — 11. 6. 1999, Мионица;
3. Сусрет са антиматеријом, Галерија „34“, стрип, 18. 5. — 1. 6. 2000, Ваљево;
4. Ожиљци воде, Галерија „УМетност“, слике, 15–29. 6. 2000, Ваљево;
5. Тумачи невремена, Галерија „НД Плус“, слике, 9. 4–9. 5. 2002, Ваљево;
6. Ритуал сенке у плодовима, Галерија Културног центра, стрип, 18. 4. — 28. 4. 2002, Мионица;
7. Пукотина сенки, Клуб „Народне књиге“, слике, 28. 6. — 15. 7. 2002. Јагодина;
8. Гето пољубац, Галерија „34“, слике, цртежи, стрип, маил–арт, 13–23. 11. 2003, Ваљево;
9. Томпус точкови, Биоскоп — Д. П. „АРТ“, слике, 17. 6. — 27. 7. 2004, Ужице;
10. Пре белила, Галерија „НД Плус“, слике, 1–22. 6. 2006, Ваљево;
11. Сури удари, Галерија „Ликум“, слике, 16–25. 10. 2006, Младеновац;
12. Фосфорне усне, Галерија „НД Плус“, слике, цртежи, стрип, mail–art, визуелна поезија, 2–23. 11. 2006, Ваљево;
13. Трајање, В.И.П. АРТ галерија, Студентски културни центар, слике, 8–18. 5. 2007, Београд;
14. Трајање, Циркус галерија, Студентски културни центар, стрип и mail–art, 8–18. 5. 2007, Београд;
15. Јој, ој, оф, ух, ај, их, ех!, Галерија „НД Плус“, стрип, 4–18. 6. 2007, Ваљево;
16. Траг у светлости, Српско перо 2007, „Стара Јагодина“, слике, 28. 6. — 12. 7. 2007, Јагодина;
17. Ране композиције, Матићеви дани 2007, Народна библиотека „Душан Матић“, слике, септембар, 2007, Ћуприја;
18. Насеобине, стећак, В.И.П. АРТ галерија, Студентски културни центар, слике, 24. 3. — 7. 4. 2008, Београд;
19. Wystawa obrazow i grafik serbiego malarza Dejana Bogojevica, слике, графике и стрип, мај–јун 2008, Sanok (Пољска)
20. Wystawa obrazow i grafik serbiego malarza Dejana Bogojevica, слике, графике и стрип, мај–јун 2008, Strachowice, (Пољска);
21. Или: „стварно и имагинарно з“, Гимназија „Светозар Марковић“, „Српско перо 2008“, слике, 27. 6. — 9. 7. 2008, Јагодина;
22. Czlowiek na moscie, Mlodziezowy Dom Kultury „Srodmiescie“, slike, 24. 10. — 11. 11. 2008, Wroclaw (Пољска);
23. Слике разапете небом, Ликовна галерија „Св. Лука“, слике, јун 2009, Уб;
24. Укрот, Центар за културу Ваљево, стрип, 10–15. 4. 2010, Ваљево.
25. Као скица новог света, Галерија у гостима, слике, 24. Тешњарске вечери, 10–15. 8. 2010, Ваљево;
26. Проширене (песм)еее, Матична библиотека „Љубомир Ненадовић“, визуелна поезија, 22–28. 12. 2010, Ваљево;
27. Скица као портрет новог света, Галерија „Маржик“, слике, 8–14. 3. 2011, Краљево;
28. Покрет>стих>слика>еквилибријум!, Студентски културни центар Крагујевца, визуелна поезија, маил арт, фото документација са перформанса, слике, април — мај, 2011, Крагујевац;
29. Сва наша анонимна лица, слике (минијатуре), Галерија Културног центра Шапца, 16–20. VI 2011, Шабац;
30. Дисциплина, стрип, Галерија „Практика“, март–април 2012. Сплит, Хрватска;
31. Докторе, бенг алтернатива, стрип, Галерија „Инфо зона“, март–април 2012. Сплит, Хрватска;
32. Знак — песма процеса, изложба визуелне и експерименталне поезије, Народни музеј Ваљево, 3 — 24. априла 2012, Ваљево;
33. Шифра па па, изложба визуелне и експерименталне поезије, Српски културни центар, мај — јун, 2012, Модрича, Република Српска;
34. Боје знака, слике, Галерија „Рим“, 29. јуна — 10. јула 2012, Пожега;
35. Стрип, изложба стрипа, Галерија „na Smonlej 9“, од 7. септембра 2012, Варшава, Пољска;
36. Ја и моја лица, изложба слика, минијатуре, Галерија Културног центра, 2012. Горњи Милановац;
37. Арт стрип песма, визуелна поезија, галерија „Ghetto“, 2013, Сплит, Хрватска;
38. Ехо — знак игре; слике, визуелна и експериментална поезија, стрип, mail–art, фото документација са перформанса и уметничких акција, Галерија Центра за културу, 2013, Ваљево;
39. Изложба слика, Галерија Милића од Мачве, 2013. Крушевац;
40. Командант ове игре, визуелна поезија Матична библиотека „Љубомир Ненадовић“, 1 — 10. јун 2013, Ваљево;
41. Пут знака, визуелна и експериментална поезија, Фестивал „Тешњарске вечери“, 13 — 18. август 2013, Ваљево;
42. Viva (art–ego) alternativa, слике, стрипови, mail–art, визуелна и експериментална поезија, фотографије, дизајнерска решења, „Lady Marian“, 16 — 26. децембра 2014, Ваљево;
43. Оглед до пррраска, визуелна и експериментална изложба, Галерија „Ghetto“, 13 — 20. IV 2015, Сплит, Хрватска;
44. Пробај бес до краја, визуелна и експериментална поезија, стрип, мејл арт, Галерија „Легат Милића од Мачве“, 24. IV — 1. V 2015, Крушевац;
45. Упресовани између земље и неба, слике, Галерија НБОС, 25. V — 25. VI 2015, Осечина;
46. Интро минијатуре, слике и фотографије малог формата, галерија Нови Простор, 10 — 25. јуна 2015, Студентски културни центар, Београд;
47. Велике брзине, слике... (жива ретроспектива), Модерна галерија, 28. мај — 10. јун 2015, Горњи Милановац;
48. Ура! Минијатура!, слике и фотографије малог формата, Мала галерија Центра за културу Ваљево, 15. август 2015, у оквиру 29. Тешњарских вечери, Ваљево;
49. Razstava avtorskega stripa Dejana Bogojevića; strip izložba, 12. Mednarodni festival „Revija V Reviji“, 24 — 27. septembar 2015, Muzej slovenskih filmskih igralcev, Divača, Slovenija.
50. Дада трагови, Галерија 16. март — 8. април 2016, Осечина;
51. Фрагменти трагова, слике, 1–25. априла 2016, кафе „УСПУТ“, Балиновић
52. Ренесансни медиј, колажи и фотомонтаже, 15–25. април 2016, Дом културе, Ивањица
53. Арт игре, 17. јун 2016, Галерија Центра за културу Ваљево
54. Црни грумен, стрипови, 22. септембар 2016, Музеј премоговништа Словеније, Велење
55. Зачеће, 7. 10. 2016, Галерија „Свети Лука“, Уб
56. Ја и минијатура, 21–28. 10. 2016, Галерија Културног центра Шабац
57. Део, досије, 28. јул 2017, Књижара Матице српске Подгорица[2]
58. До знака и назад, 9. 10. 2017, Галерија Хаџи Рувим Лајковац
59. То су само (моје) боје, 12. 2. 2018, Галерија Културног центра, Шабац
60. Само стрип спокој, 14. 3. — 15. 4. 2018, Галерија НБОС, Осечина.

Дејан Богојевић је дизајнирао преко 300 публикација (књиге, часописи, алманаси, каталози, плакати, разгледнице). Аутор је неколико десетина разгледница. Аутор неколико логотипа.
Оснивач Новог интернационалног ликовног пројекта у оквиру кога је организовао неколико ликовних изложби.

## Књижевност
Превођен је на енглески, бугарски, словеначки, чешки, грчки, албански, шпански, немачки, француски, румунски, македонски, норвешки, јапански, руски, италијански, пољски, тајландски, летонски, вијетнамски, бенгалски...
Поводом петнаест година књижевног рада Дејана Богојевића 2006. године објављена је фотомонографија Мали Бог коју је приредио Далибор Филиповић Филип, а 2010. мр Душан Стојковић је објавио књигу критичких текстова и студија о стваралаштву Дејана Богојевића под називом Зрнасти снови.
Уређивао и издавао часопис Црни креч са Миливојем Костићем. Основао, уређује и издаје интернационални хаику часопис Лотос, главни и одговорни уредник хаику часописа Хаику друштва Србије Цвет шљиве, оснивач, главни и одговорни уредник часописа за књижевност, уметност и културу Акт, оснивач и главни уредник часописа за поезију и поетско Тенсо, као и стрип фанзина Помамна ноздрва.

### Књиге поезије
- Негде на крају (1991)
- Дланови земље са брегова (1995)
- Писма са поља маховина (1996)
- Гриоти (1998)
- Abolla (1998)
- У улици XI (1998)
- Прича нерватуре листа (1999)
- Влаге и смрти беле (2000)
- Lapsus calami (2001)
- Шкрипа (са Иваном Малек 2002)
- Страх од жутог шећера (2003)
- Томпуси точкови (2003)
- Само шака (2005)
- Тирански записи (2007)
- Рана, реч и песма (са Мирољубом Тодоровићем, 2007)
- Ненаписане песме (2007)
- Човек на мосту (поезија на пољском, 2008)
- Преливи, отисци... (2009)
- Одтисци (поезија на словеначком, 2012)
- Композиција, рана поезије (2012)
- Прегласни океани (поезија на бугарском, 2013)
- Песме процеса (2013)
- Klintsgaisma (поезија на летонском, 2013)
- Шипурак, тамно мас– тило (хрватско издање, 2013)
- Вејавица. Вртоглавица. (2013)
- Појам знака или варијација милосрдне јеке (2015)
- Превисоки песнички снови (2015)
- Туробна ноћ. Магма. (2017)
- Насмејане светлости (изабране песме, награда Карађорђе, 2017).

### Књиге хаику поезије
- На небеском огледалу / In the sky mirror (српско–енглески, 1999)
- Покисли нарамак / Wet armful (српско–енглески, са Золтаном Бабом и Илијом Братићем, 1999)
- Сенка малињака / Тhe shade of the raspberry patch / Lombra del campo di lampioni (српско–енглеско–италијански, 2002)
- Скок веверице (са Радмилом Богојевић, 2003)
- Путник постањем / Traveller by origin (српско–енглески, 2005)
- Сенке белих једара / Sence belih jader / The shadows of white sails (српско–словеначко–енглески, 2006)
- Iščem obraz vode / My quest for the face of water (словеначко–енглески, 2008)
- An old pine (на тајландском и енглеском, 2014) и Ћутим са мајком / I am silent with my mother / Ich schweige mit der mutter / Estoy callando con mi madre / Molčim z materjo / Молчам со мајка ми (српско–енглеско–немачки–шпански–македонски–словеначки (2017).

### Поезија и стрип
- Смртоносно на нос (1997).

### Књиге прозе
- Модре ноћи / Bluish Nights (српско–енглески, 2000)
- У небо или ка небу (2001)
- Ноћни записи (2002)
- Варнице по ободу пропланка / Iskre po obrobju jase (српско–словеначки, 2008)
- Металне боје (2009)
- Скица за портрет једног света (2010)
- El tiempo, el polvo (на шпанском, 2015).

### Књига поетске прозе
- Жива књига (са Србом Игњатовићем, 2007).

### Стрип албум
- Како је све почело (2004); Укрот (2010).

### Књига пакет пројекат
- Антидеманти (2005, 2007, 2010).

### Роман
- Ив и До (2004, 2007).

### Драма
- Шен (српско–словеначки, 2007).

### Књиге избора
- Пет кругова ватре (приредио мр Душан Стојковић, 2004)
- То плавооко небо (приредио мр Срба Игњатовић, 2005)
- Пре песка (приредио мр Душан Стојковић, 2006)
- Луди кругови (приредио мр Душан Стојковић, 2016).

### Приредио антологије
- Изнад празнине (антологија српског хаикуа, 2002)
- Моћ чигре (антологија српске поезије за децу, 2004)
- Предјесенски интермецо (антологија српског хаибуна, 2006)
- Дубоки прозор (акт антологија најкраће приче, 2007)
- Одјек међу уснама (хаику антоогија, 2008)
- Сусретања / Meetings (српско–енглеска антологија светског еротског хаикуа, 2008)
- Облаци у најкраћој ноћи / Clouds in the shortest night (антологија светског хаикуа, 2009)
- Зрнца (антологија најкраће приче на српском језику, са Душаном Стојковићем, 2011)
- Гласници невиђеног (антологија аутора рођених од 1970. до 1980. са Душаном Стојковићем, 2013)
- Измаглица светлости / Haze light (антологија светског хаикуа, 2014)
- Антологија Поетикон (антологија словеначких песника, са Душаном Стојковићем, 2014)
- Бубе у глави (антологија песама полуделих песника, са Душаном Стојковићем, 2015)
- Осмехни се (антологија поезије за децу, 2016), Дадаизам није мртав живела Дада Да Да (антологија неодадаистичких песама, са Душаном Стојковићем, 2017) и неколико антологија најкраће необјављене приче часописа „Акт“.

## Награде и признања
Награђиван за савремену поезију, хаику, хаибун, кратку причу, новинску причу и стрип на угословенским конкурсима. Добитник награда:
- Панонски галеб, Суботица, 1999,
- Српско перо, Јагодина, 2003,
- Шумадијске метафоре, Младеновац, 2003,
- Раде Томић, Књажевац, 2005,
- Сретењска повеља, Орашац, 2009,
- Раде Томић, Књажевац, 2009.
- Награда за најбољи хаику циклус на међународном хаику
- конкурсу ревије Апокалипса, Љубљана
- Прва награда за есеј македонског часописа Корени, Куманово, 2011,
- Награде за драму Селимир В. Милосављевић, Јагодина, 2013,
- Раваничанин, Параћин, 2014,
- Добитник награде града Ваљева у области уметности, 2014.
- Повеље Карађорђе, за животно дело, Младеновац, 2016.[3]